# Avery Plateau
Avery Plateau är en platå i Antarktis. Den ligger i Västantarktis. Argentina, Chile och Storbritannien gör anspråk på området.